# Megachile mitchelli
Megachile mitchelli là một loài Hymenoptera trong họ Megachilidae. Loài này được Raw mô tả khoa học năm 2004.